# David Carl Hilmers
David Carl Hilmers (* 28. ledna 1950 v Clintonu, stát Iowa, USA), důstolník námořní pěchoty a americký kosmonaut. Ve vesmíru byl čtyřikrát.

## Život
Vystudoval metamatiku na Cornell University a pak absolvoval námořní akademii United States Naval Academy.
V roce 1980 byl přijat mezi kandidáty a později do týmu astronautů NASA. Zůstal zde do roku 1992

## Lety do vesmíru
Na oběžnou dráhu se v raketoplánech dostal čtyřikrát a strávil ve vesmíru 20 dní, 14 hodiny a 16 minut. Byl 185 člověkem ve vesmíru.
- STS-51-J Atlantis (3. října 1985 – 7. října 1985), letový specialista
- STS-26 Discovery (29. září 1985 – 3. října 1985), letový specialista
- STS-36 Atlantis (28. únor 1990 – 9. březen 1990), letový specialista
- STS-42 Discovery (22. ledna 1992 – 30. ledna 1992), letový specialista